# Lymanopoda excisa
Lymanopoda excisa är en fjärilsart som beskrevs av Gustav Weymer 1911. Lymanopoda excisa ingår i släktet Lymanopoda och familjen praktfjärilar. Inga underarter finns listade i Catalogue of Life.